# Luz (álbum de Luz Casal)
Luz es el álbum debut de la cantante española Luz Casal, publicado en 1982.

## Lista de canciones
1. "No aguanto más" - 4:20
2. "Ciudad sin ley" - 3:52
3. "Eres tú" - 4:20
4. "Debajo de ti" - 4:14
5. "Cleptomana" - 3:27
6. "Voy" - 4:16
7. "Tú y yo no" - 2:47
8. "Hay que tener como sea (lo que hay que tener)" - 4:05
9. "Mujeres" - 2:42

## Sencillos
- "No aguanto más"
- "Eres tú"
- "Ciudad sin ley"

- Datos: Q5984984